# Рачівка
Рачі́вка — село в Україні, у Чаплинській селищній громаді Каховського району Херсонської області. Населення становить 78 осіб.

## Історія
12 червня 2020 року, відповідно до Розпорядження Кабінету Міністрів України від № 726-р «Про визначення адміністративних центрів та затвердження територій територіальних громад Херсонської області», увійшло до складу Чаплинської селищної громади.
19 липня 2020 року, в результаті адміністративно-територіальної реформи та ліквідації Чаплинського району, село увійшло до складу новоутвореного Каховського району.
24 лютого 2022 року село тимчасово окуповане російськими військами під час російсько-української війни.

## Населення
Згідно з переписом УРСР 1989 року чисельність наявного населення села становила 97 осіб, з яких 41 чоловік та 56 жінок.
За переписом населення України 2001 року в селі мешкало 78 осіб.

### Мова
Розподіл населення за рідною мовою за даними перепису 2001 року:
| Мова       | Відсоток |
| ---------- | -------- |
| українська | 96,15 %  |
| російська  | 3,85 %   |